# Херман Щеркер фон Волсбах
Херман Щеркер фон Волсбах или Херман фон Майсен (на немски: Hermann Sterker von Wohlsbach; Hermann von Meissen; * ок. 1143; † ок. 1171) от род Щеркер – Майнхеринги, е бургграф на Майсен (1170 – 1180) заедно с племенника му Херман, граф фон Волсбах и Шаумберг.

## Биография
Той е син на граф Щеркер в Кобургишен (* пр. 1122; † сл. 1142), фогт на манастир Аура на Заале. Брат е на Щеркер в Кобургишен († сл. 1171), който е баща на граф Херман, граф фон Волсбах и Шаумберг (* пр. 1152; † сл. 1177).
Херман основава през 1149 г. бенедиктанския манастир в Мьонхрьоден (днес Рьодентал) и му дава села и имоти от фамилията Щеркер в близкото обкръжение.

## Фамилия
Херман се жени за Рихилдис и има един син:
- Майнхер I фон Майсен-Вербен (* пр. 1171; † 18 август 1217 – 8 януари 1218), бургграф на Майсен (1199), граф на Вербен (1196), женен (1187) за Ирментрут († сл. 1218) и има децата:[3]
  - Майнхер II фон Майсен (* пр. 1203; † сл. 22 ноември 1250), бургграф на Майсен (1214), женен за Добрита фон Ризенбург († 25 април 1264)
  - Херман I фон дер Нойенбург-Мансфелд (* пр. 1215; † 18 юли 1271), бургграф на Нойенбург и Фрайбург, граф на Мансфелд, женен I. за графиня Гертруд фон Мансфелд († сл. 1230), II. за неизвестна
  - Мехтилд фон Майсен (Вербен?) († 1244), омъжена за Конрад фон Лобдебург († 1218)